# Diocèse de Yoro
Le diocèse de Yoro (Dioecesis Yorensis) est une Église particulière de l'Église catholique du Honduras.

## Évêques
- 19 septembre 2005 - 21 janvier 2014 : Jean-Louis Giasson, P.M.E.
- 3 juillet 2014 - 3 juillet 2025 : Héctor David García Osorio, nommé évêque de Santa Rosa de Copán

## Territoire
Son siège est en la cathédrale Notre-Dame-de-Miséricorde d'El Progreso.
Il comprend le département de Yoro.

## Histoire
Le diocèse de Yoro est créé le 19 septembre 2005 à partir de l'archidiocèse de Tegucigalpa.